# Tragidion annulatum
Tragidion annulatum là một loài bọ cánh cứng trong họ Cerambycidae.